# Przytuły (Mazovie)
Pour les articles homonymes, voir Przytuły.
Przytuły (prononciation en polonais : [pʂɨˈtuwɨ]) est un village polonais de la gmina de Krasnosielc dans la powiat de Maków de la voïvodie de Mazovie dans le centre-est de la Pologne.
Il se situe à environ 5 km au nord de Krasnosielc (siège de la gmina), 23 kilomètres au nord de Maków Mazowiecki (siège de la powiat) et à 95 km au nord de Varsovie (capitale de la Pologne).

## Histoire
De 1975 à 1998, le village appartenait administrativement à la voïvodie d'Ostrołęka.